# Batalla de Orleans (463)
La batalla de Orleans tuvo lugar el año 463 entre las tropas del Roma, al mando del magister militum Egidio, y las tropas del Reino Visigodo, al mando de Federico, el hermano del rey visigodo Teodorico II. 
Egidio, que había proclamado la secesión en el norte de la Galia en el 461 tras el asesinato de Mayoriano, de hecho había sido despojado de su título de magister militum por Ricimero, pero amenazaba con atacar Italia con su poderoso ejército. Ricimero hizo algunas maniobras entre bastidores y consiguió enfrentar contra Egidio a los visigodos, que posiblemente vieron abierta la posibilidad de extender su propio reino al norte del río Loira, que era el límite existente hasta entonces para el mismo. El combate se produjo en las cercanías de Orleans en el año 463, y se saldó con la derrota de los visigodos y la muerte de su comandante, Federico, el hermano del rey visigodo Teodorico II.
Esta derrota frenó durante algún tiempo las ambiciones de los visigodos respecto de esta región del centro de la Galia, que se encontraba igualmente amenazada por los sajones de Adovacer, aunque respaldada por el conde Pablo y por los bretones hasta la batalla de Déols de 470-471.